# Vargem Grande Paulista
Vargem Grande Paulista – miasto i gmina w Brazylii, w stanie São Paulo. Znajduje się w mezoregionie Metropolitana de São Paulo i mikroregionie Itapecerica da Serra.